# Лукашин, Юрий Савельевич
Юрий Савельевич Лукашин (25 декабря 1928, Москва — июль 2006) — советский и российский спортивный журналист, историк спорта. Член Союза журналистов СССР (с 1966) и России.

## Биография
С детства мечтал работать спортивным журналистом, однако не смог поступить на эту специальность, поэтому окончил Московский заочный полиграфический институт (1957), чтобы быть ближе к журналистике и издательскому делу. С 1957 года работал в спортивной журналистике, в том числе в издательстве «Физкультура и спорт», журналах «Спорт за рубежом» (приложение к «Советскому спорту», редактор отдела), «Спортивные игры» (редактор отдела), «Спортивная жизнь России» (ответственный секретарь), «Олимпийская панорама» (заместитель ответственного секретаря, 1981—1990) и одновременно снова в журнале «Спортивные игры» (1981—1990), еженедельнике «Хоккей» (обозреватель, 1993—1997). В 1978—1981 годах был сотрудником Оргкомитета Олимпиады-1980, принимал участие в подготовке официального отчёта об играх.
С 1992 года возглавлял Фонд поддержки спортивных журналистов. В 1997—2000 годах — редактор российско-канадского издательского холдинга «NDE Canada corp».
Награждён медалью ордена «За заслуги перед Отечеством» II степени (20.12.1996) к 50-летию отечественного хоккея в числе трёх спортивных журналистов (вместе с Евгением Майоровым и Владимиром Пахомовым).
Был основным автором или одним из авторов ряда справочных спортивных изданий и популярной литературы о спорте, в том числе:
- «Хоккей на Белых Олимпиадах» (1959)
- «Волшебники олимпийских катков» (1959)
- «Гребут олимпийцы» (1959)
- «Белые Олимпиады» (1960, в соавторстве с Хавиным Б. Н.)
- «Олимпийская радуга над Тиролем» (1964)
- «Сто игр на нашем дворе» (1966, в соавторстве с Берзиным А. А.)
- «Футбол. Советы футболистам и тренерам» (1967, в соавторстве с Исаевым А. К.)
- «Хоккей на зимних Олимпийских играх» (1968)
- «Футбол» (1975, 1982, 1988)
- «XII зимние Олимпийские игры» (1976)
- «Ваш друг — Кожаный мяч» (1977, 1983)
- «Волейбол» (1980)
- «Борьба» (1980)
- «Чемпионаты мира по футболу» (1982)
- «Интервью у кромки поля» (1983, в соавторстве с Ульяновым В. А.)
- «Звёзды советского футбола, 1918—1987» (1988)
- Серии ежегодных календарей-справочников «Футбол» (1978, 1981, 1982, 1987)
- Серии ежегодных календарей-справочников «Хоккей» (1982/83, 1983/84, 1987/88)
- Серии ежегодных изданий «Панорама спортивного года» (1987, 1988, 1989)
- «Хоккей. Малая энциклопедия спорта» (1990, в соавторстве с Брусованским А. М., Рыжковым Д. Л.)
- «Футбол» (серия «Азбука спорта», 1999)
- «Хоккей» (серия «Азбука спорта», 1999)
- «Сборная России по футболу 1911—2002. Игры, голы, игроки, тренеры» (2002)
- «Я учусь играть в футбол. Энциклопедия юного футболиста» (2004)
- «Я учусь играть в хоккей. Энциклопедия юного хоккеиста» (2004)
- Большая энциклопедия «Хоккей» в 2-х томах (2006)

В издании «Звёзды советского футбола, 1918—1987» составил на основе экспертных опросов списки 33 лучших футболистов сезона в СССР за те прошедшие годы, когда такие списки не составлялись официально футбольными властями.